# 吉田 (京都市)

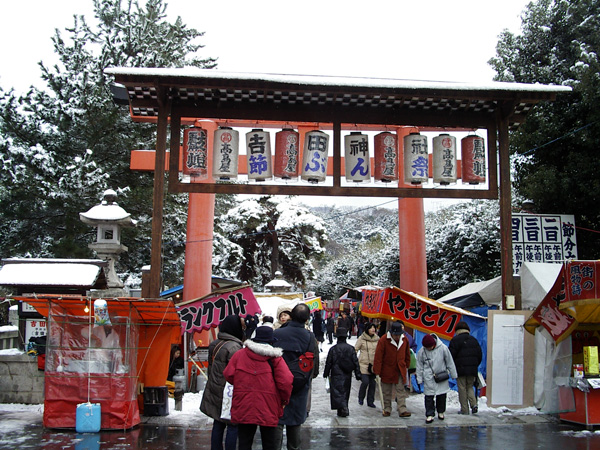
吉田神社（吉田神楽岡町）の節分大祭 / この界隈が最も賑わいを見せる時季の一つである。

吉田（よしだ）は、京都府京都市左京区南部の地名（広域地名）。ここでは「吉田」を冠称する左京区内の各町の総称として用いる。

## 概要

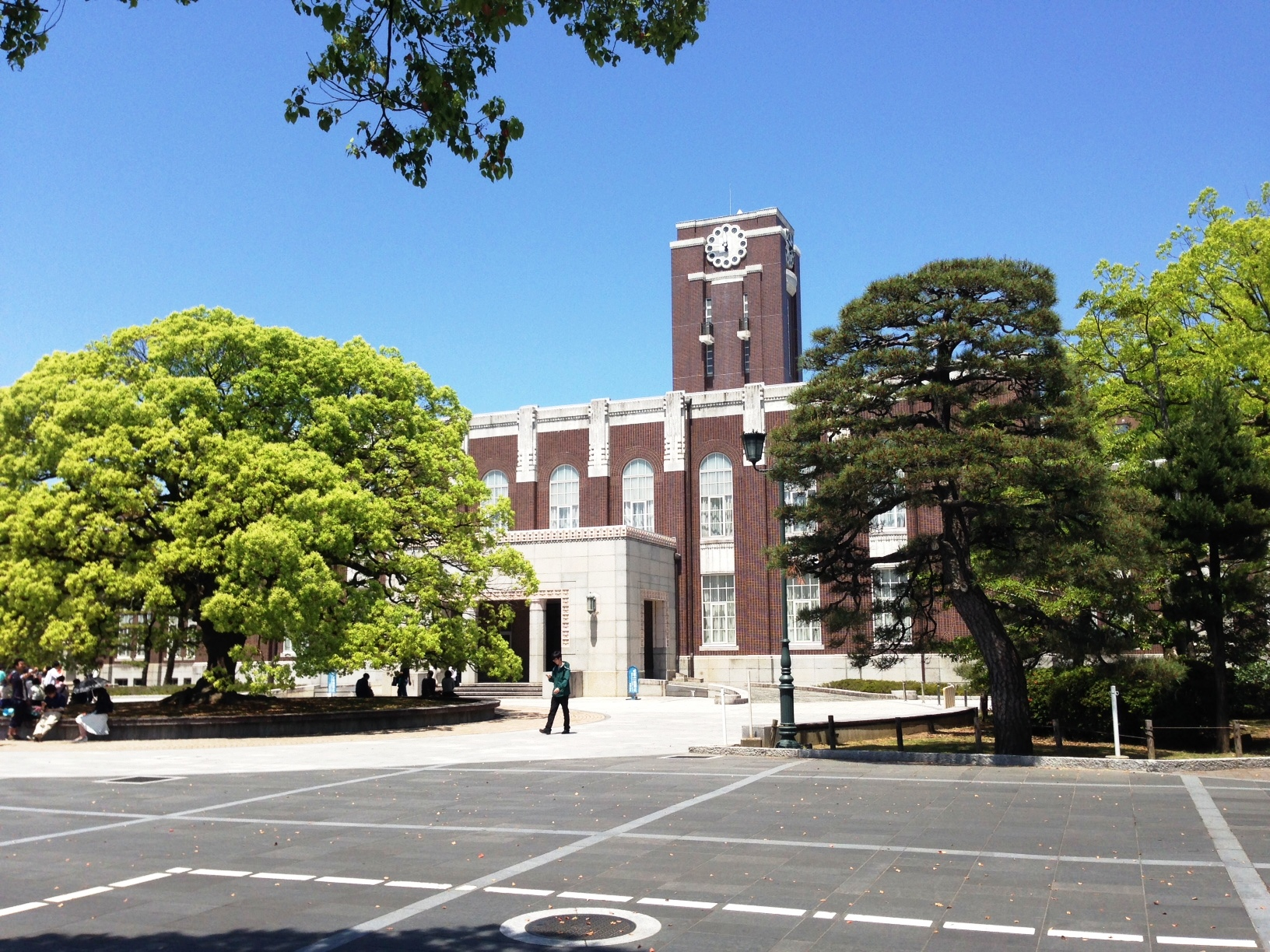
京都大学吉田キャンパス（吉田本町）

左京区の南部に位置し、吉田山（神楽岡）を中心とする丘陵部、およびその西側の台地一帯からなる。北は今出川通を挟んで田中・北白川、東は浄土寺・黒谷町（金戒光明寺（黒谷寺））、南は岡崎・聖護院、西は鴨川を挟んで上京区に接する。境域はかつての京都府愛宕郡吉田村（郡区町村編制法による）、および京都市編入（1889年）後の上京区吉田町の村域にほぼ相当する。この境域のかなりの部分が吉田神社を中心とした吉田山の緑地、および京都大学吉田キャンパスが占めていることから、住宅地であると同時に、学生向けの定食屋・喫茶店などが多く立地する学生街としての性格も併せ持っている。一部を除き小学校区は第四錦林学区、中学校区は近衛学区に属する。

## 沿革

### 古代・中世～陵墓の地から山荘の地へ
「吉田」の地名は平安時代の文献に登場する古くからの地名で、早いものでは『日本紀略』の貞元2年（974年）4月辛亥条に現れる。この時期には山城国愛宕郡錦部郷に属し、古い時代には「吉田野」と称されて遊猟が行われたほか、平安京の葬地であった神楽岡（吉田山）の西側に位置する関係もあって、天皇・皇族や貴族の陵墓の地であった（現在でも多くの陵墓が残されている）。また藤原氏の氏神である吉田神社が貞観年間（9世紀後半）に建立され、当時の公家たちはしばしばこの地に参詣した。
その後、平安末期から鎌倉時代にかけて公家の山荘が造営されるようになり、鴨川東岸に面し「近衛河原亭」と呼ばれた武将・源頼政の邸宅（吉田下阿達町付近）のほか、現在の百万遍交差点付近に所在していたとされる西園寺公経（小倉百人一首の「入道前太政大臣」）の別荘「吉田泉殿」はよく知られている。室町時代には応仁の乱において細川勝元が東陣（東軍の本営）をこの地においたとする説もある。
また鴨川対岸の荒神口を起点とし、この地区を斜めに貫いて北上する志賀越道は、隣接する白川村（現在の北白川）を経て近江国方面とつながる古来からの重要な街道であり、戦国時代末期には織田信長がその上洛に際し東から大軍を率いてこの街道を通っている。

### 近世～信仰の地から諸藩の拠点へ

#### 信仰の地として
江戸時代になってこの地区は愛宕郡吉田村としてまとめられ、村の大半が吉田神社の神職である吉田家の所領地となっていた。吉田神社は相変わらず多くの人々の信仰を集め、幕末期には神楽岡の南に新たに黒住教の教祖・黒住宗忠を祀る宗忠神社が造営されるなど、宗教地区として知られていた。その一方で、この時代の水運の発達や陸上交通の主要路が三条街道（東海道）に移動したことで、村内を通る主要街道であった志賀越道の重要性も次第に低下していった。

#### 幕末期・尾張藩邸の建設
同じ幕末期には京の政情不安定に備えて上洛する各藩の藩士・志士が増加し、鴨川を挟んで御所に近い吉田の地は各藩の新たな拠点の候補地として注目を集めることとなった。このなかで会津藩が現在の京大吉田キャンパス薬学部構内・東南アジア研究所付近に藩邸をおき、さらに元治元年（1864年）には尾張藩が現在の京大吉田キャンパス本部構内に相当する敷地に下屋敷をおき、下級藩士を住まわせた。この藩邸の建設は吉田村の主要な交通路を変えることとなった。すなわち、藩邸が南側の東西通り（現在の東一条通（吉田参道））に正面を向けて造営されたことにともない、吉田神社は、南側の大元宮へとつながる従来の参道に代えて、当時名前もなかったこの東西通りを新たな参道として整備したため、東一条通がこの地区の主要路の一つとなった。さらに、先述したように次第に街道としての重要性が薄れつつあった志賀越道は、尾張藩邸敷地によって途中をふさがれ通りとしては中断する形になり、現在に至っている。なお現在も東大路通り東側に残る石垣はこの尾張藩屋敷を取り囲む石垣として建設されたものである。

### 近現代～近郊農村から文教地区へ

#### 文教地区への変貌と学生街の形成
明治元年（1868年）、吉田村は京都府に属することになった吉田村は、もともと大根・茶・菜種などの畑が広がる近郊農村であったが、1887年には京都府より会津藩下屋敷跡地の払い下げを受けて京都織物会社が設立されるなど、近代化の波が及ぶようになり、1889年には市町村制施行によりこの地区は京都市上京区に編入され「吉田町」と改称された。そして翌1890年吉田山西麓の字冠石（現在の吉田本町）の尾張藩屋敷跡地に第三高等中学校（のち第三高等学校）が開校したことで、吉田地区の景観は本格的に変化することとなる。さらに1897年、第2の帝国大学である京都帝国大学が第三高等学校からの校地の譲渡を受けて開校し、三高は代替の校地として近衛参道南側に移転すると、以降近隣の吉田地区ではこの2校が校地を拡充するとともに、学生のための貸家・飲食店・雑貨店が開業し学生街が形成されるに至った。1902年には京都高等工芸学校（現・京都工芸繊維大学）が現在の京大「西部構内」、1905年に精華女学校（現・京都精華学園中学校・高等学校）が現校地、1907年に京都市立美術工芸学校（現・京都市立銅駝美術工芸高等学校）が現在の京都大学大学院「思修館」校地に開校・移転し、吉田地域は市内でも有数の文教地区となるに至った。

#### 市電開通と市街地の整備
明治末期から大正初期にかけて市電がその路線網を拡張すると、まず1913年に熊野神社前までの路線（東山線）が開通し、ついでそれより北の東大路通が整備されて1928年に百万遍まで、1930年には今出川通の延長によって百万遍から河原町今出川までの市電が開通し、京都市中心部との連絡が容易になった。これにより吉田地区では京大および三高の校地の拡充とともに宅地開発が進行した。その一方、当時の京都市三大事業の一環として、鴨川対岸から架橋して東一条通に市電を敷設する計画も持ち上がったが結局実現せず、鴨川東岸から万里小路東一条までの区間が拡幅されるに止まった。以上のような市街地開発に並行して、1918年には町名の改正が行われ、吉田町は吉田牛ノ宮町・泉殿町（以降、冠称の「吉田」を省略）上阿達町・中阿達町・下阿達町・河原町・橘町・本町・近衛町・二本松町・上大路町・中大路町・下大路町・神楽岡町の14町に分割された。

#### 左京区役所の設置と移転
1929年に上京区から分離して左京区が新設されると、吉田を町名に冠する14町はいずれも左京区に属することになり、吉田中阿達町1番地の京都市立絵画専門学校跡地に左京区役所が設置された。このため、京都有数の文教地区となっていた吉田地区は、同時に長く左京区の行政の中心地でもあり続けたが、2011年区役所が松ヶ崎に移転したためその地位を失った。

## 地域内の町名・地誌
いずれも1918年の町名変更によって吉田町（かつての愛宕郡吉田村）から分割され新設された。以降、1959年に吉田神楽岡町と浄土寺西田町・同馬場町と町域交換したことを除けば、現在に至るまで吉田地区内の町名の変更・新設はなされていない。
吉田泉殿町（よしだいずみどのちょう）
かつての吉田町字「和泉殿」「関田」に相当し、町名はかつてこの近辺に所在していたと伝えられる「吉田泉殿」に由来する。吉田地区の北半部、今出川通りと東大路通りが交差する百万遍交差点の西南角に位置する住宅地で、町域の半分程度を京都大学吉田キャンパス「西部構内」が占める。
吉田牛ノ宮町（ - うしのみやちょう）
かつての吉田町字「牛ノ宮」に相当する。東大路通りの西側、吉田泉殿町と同橘町に挟まれる位置にある住宅地で、町域の中央を東一条通（吉田参道）が東西に貫通している。
吉田神楽岡町（ - かぐらおかちょう）
かつての吉田町字「神楽岡」「大塔」に相当する。吉田地区の東側に位置し、町域の大半が吉田山公園（緑地）および吉田神社の境内となっているが、町域の東側（吉田山東麓）は神楽岡通りが南北に走る住宅地となっている。
吉田上阿達町（ - かみあだちちょう）
かつての吉田町字「上阿達」に相当する。吉田地区の西側に位置し、鴨川東岸（川端通り）に面する住宅地。南東部に京都市立第四錦林小学校がある。
吉田上大路町（ - かみおおじちょう）
かつての吉田町字「上大路」に相当する。吉田地区の中ほどに位置する住宅地で、町域の北を吉田参道が走っている。
吉田河原町（ - かわらちょう）
かつての吉田町字「西河原」に相当する。吉田地区の西側、川端通りに面する位置にあり、町域の大半を京都精華学園中学校・高等学校や京都ドイツ文化センターなどの公的機関の敷地が占める。
吉田近衛町（ - このえちょう）
かつての吉田町字「近衛」「一丁ヶ辻」に相当する。吉田地区の南側で東大路通りに面する住宅地で、町域の半分程度を京大吉田キャンパス「吉田南構内」（京大吉田寮敷地）および京都市立近衛中学校の校地が占めている。
吉田下阿達町（ - しもあだちちょう）
かつての吉田町字「下阿達」。吉田地区の西南角に位置して川端通りに面する住宅地で、町域のほぼ中央を近衛通りが東西に走っている。町域の半分程度を京大吉田キャンパス「医学部構内」（薬学部・東南アジア研究所敷地）が占める。
吉田下大路町（ - しもおおじちょう）
かつての吉田町字「下大路」「東近衛」。吉田地区の東南部にある住宅地で、町域の西側を南北に走る吉田東通りは定食屋が建ち並ぶ学生街として知られる。
吉田橘町（ - たちばなちょう）
かつての吉田町字「宇野守」「窪」「堀ノ内」。吉田地区の中ほどに位置し、町域の北を古くからの街道として知られる志賀越道、西を東大路通りが通っている。町域のほとんどが京大吉田キャンパス「医学部構内」（医学部・附属病院敷地）が占めている。
吉田中阿達町（ - なかあだちちょう）
かつての吉田町字「腰前」「中阿達」。吉田地区の中ほどやや西寄りに位置する住宅地で、町域の中央を東一条通が東西に走っている。第四錦林小学校の隣接地に京都大学大学院総合生存学館（東一条館）があり、かつての左京区役所跡地である。
吉田中大路町（ - なかおおじちょう）
かつての吉田町字「中大路」。吉田地区の中ほどやや東寄りに位置する住宅地。
吉田二本松町（ - にほんまつちょう）
かつての吉田町字「矢倉」「二本松」。吉田地区のほぼ中心部に位置し、町域の北を吉田参道、西を東大路通りが通っている。町域の大半は京大吉田キャンパス「吉田南構内」（総合人間学部校地）が占めている。
吉田本町（ - ほんまち）
かつての吉田町字「御館」「山副」「六反」「冠石」。吉田地区の北側の中ほどに位置し、北を今出川通り、西を東大路通り、南を吉田参道に囲まれ、百万遍交差点の東南角を占める。町域の大半は京大吉田キャンパス「本部構内」に占められている。

## 交通
東西通り
- 今出川通
- 東一条通（近衛参道）
- 志賀越道
- 近衛通
- 神楽坂通

南北通り
- 神楽岡道
- 吉田東通（吉田本通）
- 東大路通（東山通）
- 万里小路通（鞠小路通）
- 川端通

### 公共交通機関
バス
- 京都市営バス
- 京都バス

鉄道
- 京阪電気鉄道鴨東線
  - 神宮丸太町駅

## 諸機関・施設
以下、カッコ内の所在地の町名については「吉田」をそれぞれ省略。

### 公共機関
2011年4月まで左京区役所・左京区福祉事務所が中阿達町に所在していたが現在は松ヶ崎に移転している。
- 吉田牛ノ宮郵便局（河原町）：牛ノ宮町より移転。
- 吉田郵便局（下大路町）
- 川端警察署東一条交番（牛ノ宮町）
- 近畿地方発明センター（河原町）
- 京都少年鑑別所（上阿達町）

### 教育機関
- 京都大学（吉田キャンパス / 本町・泉殿町・二本松町・近衛町・橘町・下阿達町など）：北白川・聖護院各地区に跨がって立地している。キャンパス内の施設は当該項目を参照。
- 京都精華学園中学校・高等学校（河原町）
- 京都市立近衛中学校（近衛町）
- 京都市立第四錦林小学校（上阿達町）
- 吉田児童館（中阿達町）
- 吉田幼稚園（上大路町）
- 朱い実保育園（泉殿町）
- 風の子保育園（下阿達町）
- ペスタロッチ保育園（中阿達町）

### 宗教施設
神社
- 吉田神社（神楽岡町）
- 宗忠神社（同上）
- 大元宮（同上）

教会
- 日本キリスト教会吉田教会

### 文化施設
- 関西日仏会館（泉殿町）
- 京都ドイツ文化センター（河原町）

### 商業施設
かつて京大正門前（二本松町）でナカニシヤ書店が営業していたが1980年代末に閉店した。京大キャンパス内の京大生協店舗については当該項目を参照。
- ケーヨーデイツー川端店（上阿達町）

### その他
- 関西地図センター（本町）

## 史跡・遺跡
京都大学キャンパス内の史跡・遺跡については当該項目を参照。
- 村上天皇中宮安子火葬墓（泉殿町）
- 慶頼王墓（牛ノ宮町）：醍醐天皇の皇太子保明親王の子で親王没後に皇太孫に立てられたが5歳で死去した。
- 後一条天皇陵墓（菩提樹院陵 / 神楽岡町）
- 吉田泉殿址（泉殿町）：13世紀、西園寺公経（百人一首の「入道前太政大臣」）が建設した別荘の址で町名の由来となった。百万遍交差点西南角に跡地を示す石碑が建てられている。